# Когезия (лингвистика)
Коге́зия (лат. cohaesus — связанный, сцеплённый) — в лингвистике грамматическая и лексическая связность текста или предложения, которая соединяет их в единое целое и придаёт им смысл; одна из определяющих характеристик текста/дискурса и одно из необходимых условий текстуальности. Одно из основных понятий теории лингвистики текста. В современной лингвистике текста принимают во внимание текстообразующие потенции когезии в области формирования не только структурной, но и смысловой (содержательной) целостности речевого произведения. В российской лингвистике, помимо термина «когезия», традиционно используется также термин «связность» (текста). Когезию называют также структурной связностью текста.
Термин «когезия» применяется при анализе дискурса, при интерпретации глубинных смыслов текста и авторского замысла.

## Когезия и когерентность
Более широким понятием является когерентность текста — его целостность. Лингвистические средства, обеспечивающие когезию текста, не обязательно позволяют достичь его когерентности. Они не всегда способствуют осмысленности дискурса. Текст является целостным — когерентным — только в том случае, если в нём целостно использованы фоновые знания. Когезия обеспечивает внутреннюю лексико-грамматическую связанность текста, при которой интерпретация одних элементов текста зависит от других, что позволяет адресанту реализовать свою коммуникативную цель с наибольшей точностью и ясностью. Когерентность организует части дискурса так, что авторский замысел становится понятен адресату, реализует уместность дискурса. Когерентность означает понятийно-смысловую целостность текста, когезия — использование определённых языковых единиц, форм и эксплицитных коннекторов. Согласно Т. В. Милевской, когезия — свойство элементов текста, когерентность — свойство текста в целом. Когезия — внутренняя (структурная) связность; когерентность — внешняя (прагматическая, содержательная) связанность. Когезия вторична по отношению к когерентности, поскольку последняя может внешне формально не проявляться, но определяет выбор языковых средств, реализующих замысел автора. Согласно М. Л. Макарову, когерентность шире когезии: когезия является формально-грамматической связностью дискурса, в то время как когерентность охватывает также семантико-прагматические (в том числе тематические и функциональные) аспекты смысловой и деятельной (интерактивной) связности дискурса, как локальной, так и глобальной.
На ранних этапах становления лингвистической теории текста имелась тенденция понимать когезию как средство формальной внутритекстовой связи. В процессе развития лингвистики текста когезию стали понимать значительно шире. Принимаются во внимание и её текстообразующие потенции в области формирования не только структурной, но и смысловой (содержательной) целостности речевого произведения. Ряд исследователей считает, что когезия, средства которой определяются когерентностью, то есть глобальной связностью текста, шире когерентности, так как она охватывает как формально-грамматические аспекты связи высказываний, так и семантико-прагматические, функциональные аспекты смысловой и деятельной связности дискурса, которые обеспечивают линейность информации. Как когезия, так и когерентность обеспечивают целостность и единство дискурса. Вместе средства когезии и когерентности, включающие логические, грамматические, лексические, стилистические, образные и другие средства, создают связный и понятный текст, реализующий определённый коммуникативный замысел. Когезия и когерентность представляют собой разные аспекты связности текста и могут рассматриваться как разные уровни функционирования одного и того же текстового феномена. Определение текста как лингвистической единицы с основными категориями связность и цельность в современной лингвистике считается уже недостаточным. Учёные приходят к пониманию текста как продукта познавательно-коммуникативной деятельности.

## Особенности
Когезия включает в себя внутритекстовые связи, которые обеспечивают формальную целостность и единство дискурса. Когезия сама по себе не обеспечивает понимание того, что сообщает текст, она выявляет то, как организован текст в семантическое целое. Когезия представляет собой «видимое» сцепление единиц текста с помощью средств отдельных языковых уровней. Эти лингвистические средства — грамматические, лексические, фонетические — обеспечивают соединение фраз и предложений в тексте в более крупные единицы. Связный, то есть логичный текст состоит из элементов (слов, предложений, параграфов и др.), которые хорошо структурированы и соединены вместе. Когезия наблюдается в том случае, если интерпретация одного элемента текста зависит от интерпретации другого; один элемент текста находится в пресуппозиции по отношению к другому, то есть не может быть эффективно декодирован без обращения к значению другого элемента.
М. Халлидей и Р. Хасан в монографии «Когезия в английском языке» отмечали, что «отношениями когезии являются отношения между двумя или более элементами в тексте, независимые от структуры».
И. Р. Гальперин писал, что когезия представляет собой особые виды связи в тексте, обеспечивающие континуум, то есть логическую последовательность, взаимозависимость (темпоральную и/или пространственную) отдельных сообщений, фактов, действий и др. Учёный отмечал текстообразующую роль когезии.

## Типы когезии
Существует два основных типа когезии: грамматическая когезия, основанная на структурном содержании, и лексическая когезия, которая основана на лексическом содержании и фоновых знаниях.

## Виды когезии
И. Р. Гальперин выделял следующие виды когезии: дистантная, образная, ассоциативная (подтекстовая), композиционно-структурная, стилистическая и ритмикообразующая. Когезия является крупномасштабной, многоаспектовой текстовой категорией, где переплетаются логические, психологические и формально-структурные показатели. По этой причине иногда сложно разграничить один вид когезии от другого. Так, образная когезия может выполнять роль дистантной, стилистическая когезия может являться также ассоциативной.

## Средства когезии
М. Халлидей и Р. Хасан различали пять основных категорий средств когезии — аспектов языковых отношений, определяющих формально-грамматическую связность дискурса:
- указательная, личная и сравнительная референция;
- субституция имени, глагола и предикативной группы;
- эллипсис имени, глагола и предикативной группы;
- конъюнкция — союзы, союзные слова, слова-связки и другие коннекторы, выражающие одно из ограниченного набора общих отношений, связывающих разные части текста;
- лексическая когезия, часто достигаемая повтором лексических единиц в смежных предложениях: одного и того же слова или лексического эквивалента исходного слова, повтором родового понятия, коллокацией и др. К явлениям этого уровня относятся также механизмы кореференции и кросс-референции, анафоры и прономинализации[1][3].

### Референция
Для достижения когезии текста используются два приёма референции (оба представляют собой формы эндофоры).
- Анафорическая референция возникает, когда автор, чтобы избежать повторения слова, ссылается на референт (лицо, предмет, явление, на которые указывает текст), который был определён выше по тексту (антецедент), заменяя обозначающее его слово местоимением или иным эквивалентным в данном контексте, но более отвлечённым словом (анафор). Пример: «Поутру был я у князя А. М. Он посылал меня за делом к Н. И. Панину и к Шарогородской» (Денис Фонвизин, «Письма родным», 1763—1774). Существительное «князь А. М.» заменяется на местоимение «он». Анафорами являются и такие выражения, как «вышеупомянутый», «как указано ранее».
- Катафорическая референция противоположна анафоре: даётся ссылка (местоимение или иное эквивалентное в данном контексте, но более отвлечённое слово) на референт, который будет определён ниже по тексту. Пример: «Вот он, наш отмеченный наградами хозяин… это Джон Доу!».

### Субституция
Субституция — замена одного слова, приведённого выше по тексту, другим с более общим значением. Позволяет избежать повтора. Пример: «Любит кошек, у него в бане штук десять сытых зверей и зверят» (Максим Горький. «Мои университеты», 1923). Слово с более общим значением «звери» используется вместо повтора слова «кошки».
Аналогично существительное может заменяться местоимением. Пример: «…почтенная, целомудренная девица, шестидесяти лет; я у ней исправлял должность буфетчика» (Александр Грибоедов, «Студент», 1817).

### Эллипсис
Эллипсисом называется пропуск части слов, понятных из контекста. Когезия с помощью эллипсиса может обеспечиваться, если в тексте присутствует также полный вариант фразы с тем же смыслом (как правило, ранее самого пропуска), разъясняющий пропуск. В этом случае пропуск, как и субституция, делается с целью избежать повтора слов. Простой пример: «Куда ты идёшь?» — «Танцевать». Эллипсис в данном случае представляет собой пропуск слов «Я иду…».

### Конъюнкция
Конъюнкции, включающие союзы, союзные слова, слова-связки и другие коннекторы, устанавливают связь между двумя предложениями (простыми или сложными). Самым простым, но в наименьшей степени связующим (когезионным) является союз «и». Слова-связки усиливают когезию текста. Примеры: «тогда», «однако», «фактически», «следовательно». Конъюнкции также могут быть неявными, а лишь подразумеваться при правильной интерпретации текста.

### Лексическая когезия
Лексическая когезия достигается выбором слов, связывающих элементы текста воедино. Существуют две формы лексической когезии: повтор лексических единиц и коллокация.
В первом случае повторяется одно и то же слово, синоним, антоним и др. Пример: «О, моя родина грозно-державная, Сердцу святая отчизна любимая!» (Николай Добролюбов, «Из „Свистка“», 1861).
Коллокация представляет собой словосочетание, обладающее признаками синтаксически и семантически целостной единицы, в котором выбор одного из компонентов осуществляется по смыслу, а выбор второго зависит от выбора первого. Примеры: «писать картину», но «рисовать картины будущего»; «мощный механизм», но «сильный дождь». Выбор глаголов в первом примере и прилагательных во втором в сочетании с данными существительными определяется традицией.